# Nueva Italia
Nueva Italia è un centro abitato del Paraguay, situato nel dipartimento Central, a 47 km dalla capitale Asunción. Forma uno dei 19 distretti del dipartimento.
Fondata nel 1904 da coloni italiani, tedeschi ed ucraini, Nueva Italia fu elevata al rango di distretto nel 1956.

## Società

### Evoluzione demografica
Al censimento del 2002 Nueva Italia contava una popolazione urbana di 2 481 abitanti (8 525 nell'intero distretto).

## Economia
Le principali attività economiche sono l'agricoltura e l'allevamento.